# 모드 멘텐
모드 레오노라 멘텐(영어: Maud Leonora Menten, 1879년 3월 20일~1960년 7월 17일)은 캐나다의 의사이자 화학자이다. 생화학 및 의학 연구자로서 효소 반응속도론 및 조직화학에 상당한 공헌을 했으며 현재까지 사용되고 있는 절차를 발명했다. 1913년에 레오노르 미카엘리스와 효소 반응속도론을 함께 연구한 것으로 주로 알려져 있다. 이 효소 반응속도론에 관한 논문은 독일어로 최초로 작성되었으며 영어로 번역되었다.
캐나다 온타리오주 포트 램턴에서 태어났으며 토론토 대학교에서 의학을 공부했다(학사(B.A.) 1904년, 석사(M.B.) 1907년, 의무박사(M.D.) 1911년). 그녀는 캐나다에서 의학박사 학위를 받은 최초의 여성 중 한 명이었다.
당시 캐나다에서는 여성이 연구에 참여할 수 없었기 때문에 멘텐은 연구를 계속하기 위해 다른 곳을 찾았다. 1912년에 그녀는 독일 베를린으로 이주하여 레오노르 미카엘리스와 함께 연구하고 생화학 저널(Biochemische Zeitschrift)에 논문을 공동 집필하여 효소 촉매 반응 속도가 효소-기질 복합체의 양에 비례한다는 것을 입증했다. 반응 속도와 효소-기질 농도 간의 관계는 미카엘리스-멘텐 식으로 알려져 있다.
독일에서 미카엘리스와 함께 일한 후 그녀는 시카고 대학교 대학원에 입학하여 1916년에 박사 학위(Ph.D.)를 받았다. 그녀의 논문 제목은 "악성 종양 및 기타 병리학적 상태에서의 혈액의 알칼리성; 기압과 혈액의 알칼리성의 관계에 대한 관찰과 함께(The Alkalinity of the Blood in Malignancy and Other Pathological Conditions; Together with Observations on the Relation of the Alkalinity of the Blood to Barometric Pressure)"였다.
멘텐은 1923년에 피츠버그 대학교의 교수진에 합류하여 1950년에 퇴직할 때까지 그곳에서 근무했다. 그녀는 피츠버그 대학교 의과대학 조교수와 부교수, 피츠버그 아동병원 병리과장을 역임했다. 그녀가 정교수로 마지막 승진을 한 것은 1948년으로 경력의 마지막 해인 69세 때였다. 그녀의 마지막 학술 직책은 브리티시 컬럼비아 의학 연구소의 연구원이었다.

## 어린 시절 및 업적
멘텐은 캐나다 온타리오주 포트 램턴에서 태어났다. 그녀의 가족은 브리티시컬럼비아주 해리슨 밀스로 이사했고, 그곳에서 그녀의 어머니는 여자 우체국장으로 근무했다. 중등학교를 마친 후 멘텐은 토론토 대학교에 진학하여 1904년에 인문학 학사 학위를, 1907년에 생리학 석사 학위를 받았다. 대학원 학위를 취득하는 동안 그녀는 대학 생리학 실험실에서 시연자로 일했다.
의학 연구를 더 진행하고 싶었지만 당시 캐나다에서 여성에게는 기회가 부족하다는 사실을 깨달았다. 그 결과 록펠러 의학 연구소의 펠로십을 수락하고 캐나다를 떠나 1907년에 미국 뉴욕에 도착했다. 그곳에서 그녀는 쥐의 암 종양에 대한 브로민화 라듐의 효과를 연구했다. 멘텐과 다른 두 명의 과학자는 실험 결과를 발표하여 록펠러 의학 연구소에서 출판한 첫 번째 논문을 작성했다. 멘텐은 뉴욕 여성 및 아동병원에서 인턴으로 근무했다. 연구소에서 1년을 보낸 후 멘텐은 캐나다로 돌아와 토론토 대학교에서 공부를 시작했으며, 1911년에 그녀는 의무박사 자격을 취득한 최초의 캐나다 여성 중 한 명이 되었다.

## 미카엘리스-멘텐 식
1912년에 멘텐은 의학 연구로 돌아와 유명한 외과 의사인 조지 크릴(George Crile, 그의 이름을 따서 달에 크릴 분화구라는 이름이 명명됨)과 함께 일했다. 그들의 연구는 마취 중 산-염기 균형을 조절하는 데 집중되었다. 이 무렵 pH 및 완충 용액 분야의 세계 최고 전문가 중 한 명인 레오노르 미카엘리스를 알게 되었다. 멘텐은 효소 반응속도론에 관한 미카엘리스의 초기 연구에 매력을 느꼈다. 베를린에 있는 그의 소박한 실험실에도 불구하고 미카엘리스와 함께 일하기 위해 대서양을 건너는 어려운 결정을 내렸다.
멘텐과 미카엘리스는 다음과 같은 방정식을 사용하여 조사 중인 변인들의 관계를 표현했다.
{\displaystyle v={\frac {Va}{K_{\mathrm {m} }+a}}}
기질의 농도 {\displaystyle a}와 상수 {\displaystyle V} 및 {\displaystyle K_{\mathrm {m} }}(현대적인 기호로 표시)을 사용해 정상 상태에서의 초기 반응 속도 {\displaystyle v}를 계산한다. 빅토르 앙리는 박사 학위 논문에 이와 동일한 방정식을 기술했다. 그러나 그는 정상 상태에서의 중요성이나 초기 반응 속도를 고려함으로써 얻을 수 있는 단순화를 인식하지 못했고, 이를 사용하지 않았다. 이 방정식은 각 효소가 기질에 대해 특이성을 가질 뿐만 아니라 기질의 농도가 증가함에 따라 반응 속도가 포화 상태까지 증가한다는 것을 보여준다. 초기 반응 속도를 나타내는 데 사용되는 상수 {\displaystyle K_{\mathrm {m} }}을 미카엘리스 상수라고 한다. 미카엘리스-멘텐 식을 도출한 논문은 멘텐의 가장 유명한 저작이다.

## 다른 업적
베를린에서 연구를 마친 후 멘텐은 시카고 대학교에 입학하여 1916년에 생화학 박사 학위를 취득했다. 1923년에 자신도 캐나다에서 여성을 위한 학술직을 찾을 수 없었다. 피츠버그 아동병원에서 임상병리학자로 일하면서 피츠버그 대학교 의과대학 교수직을 맡았다. 두 가지 업무에 모두 종사하면서 적극적인 연구 프로그램을 유지하고 70개 이상의 출판물을 저술하거나 공동 집필하였다. 조교수에서 부교수로 승진은 적절한 때에 했지만 정교수가 된 것은 경력의 마지막 해인 69세가 된 1948년이었다.
알칼리성 인산가수분해효소에 대한 광범위한 연구의 일환으로 멘텐은 조직화학에서 여전히 사용되는 아조 염료 결합 반응을 발명했다. 이는 1950년대의 주요 교과서에 다음과 같은 용어로 설명되어 있다.
| “ | 이 원리를 활용한 것은 천재적이라고 해도 과언이 아니다. | ” |

멘텐은 B. paratyphosus, Streptococcus scarlatina, Salmonella ssp.의 세균 독소를 특성화했다. 이는 1930년대~1940년대에 피츠버그에서 성홍열에 대한 성공적인 예방접종 프로그램에 사용되었다. 또한 1944년에 최초로 혈액의 헤모글로빈 단백질의 전기영동 분리를 수행했다. 이 점에서 그녀는 수년에 걸쳐 라이너스 폴링과 그의 공동연구자들의 결과를 예상했지만 보통 폴링이 발견한 것으로 인정받고 있다.
멘텐은 헤모글로빈의 특성, 혈당량의 조절, 신장 기능에 대해서도 연구했다.
특히 어린이의 암과 기타 어린이 질병에 대한 연구를 계속했다.
1950년대에 피츠버그 대학교에서 퇴직한 후 캐나다로 돌아와 브리티시 컬럼비아 의학 연구소에서 암 연구(1951년~1953년)를 계속했다.
건강상의 이유로 1955년에 은퇴했고 1960년 7월 17일에 캐나다 온타리오주 레밍턴에서 향년 81세의 나이로 사망했다.

## 개인적인 생애
레베카 스클루트는 멘텐을 "파리 모자, 스테인드 글라스 색조의 파란색 드레스, 버스터 브라운 신발"을 착용한 몸집이 작은 발전기로 묘사했다. 그녀는 약 32년 동안 모델 T 포드를 몰고 피츠버그 대학교 인근을 누비며 모험적이고 예술적인 취미를 많이 즐겼다. 그녀는 클라리넷을 연주하고, 미술 전시회에 걸맞는 그림을 그렸고, 등산을 하고, 북극 탐험을 떠났으며, 천문학을 즐겼다. 그녀는 죽을 때까지 러시아어, 프랑스어, 독일어, 이탈리아어를 비롯한 여러 언어를 마스터했으며, 적어도 아메리카 원주민 언어 중 하나인 할코멜렘어를 마스터했다. 멘텐은 대부분의 연구를 미국에서 수행했지만 평생 동안 캐나다 시민권을 유지했다.

## 영예
멘텐은 경력 전반에 걸쳐 많은 과학학회와 관련을 맺었다.
멘텐의 사망 당시 동료인 아론 H. 스톡(Aaron H. Stock)과 애나-메리 카펜터(Anna-Mary Carpenter)는 네이처의 사망 부고에 캐나다의 생화학자에게 다음과 같은 경의를 표했다. "멘텐은 아픈 아이들을 위해 끊임없이 노력했다. 그녀는 의과대학생, 레지던트 의사, 연구원들이 최선을 다하도록 격려하는 영감을 주는 교수였다. 그녀는 예리한 마음, 품위 있는 태도, 눈에 띄지 않는 겸손함, 재치, 그리고 무엇보다도 연구에 대한 열정으로 동료들에게 오랫 동안 기억될 것이다."
1998년에 캐나다 의학 명예의 전당에 헌액되었다. 또한 토론토 대학교에서 상패를 받는 영예를 얻었다. 피츠버그 대학교에서 명예 의장직과 추모 강연을 받은 영예를 얻었다. 멘텐이 태어난 포트 램턴에서는 2015년에 멘텐에 대한 기념 청동 명판을 설치했다.

## 같이 보기
- 미카엘리스-멘텐 반응속도론
- 레오노르 미카엘리스
- 여성 과학자에 대한 연표